# SBB Bm 6/6
Die SBB Bm 6/6 ist eine sechsachsige, schwere Diesellokomotive der Schweizerischen Bundesbahnen (SBB), gebaut für den Rangierdienst, Hilfs- und Arbeitszüge.

## Geschichte

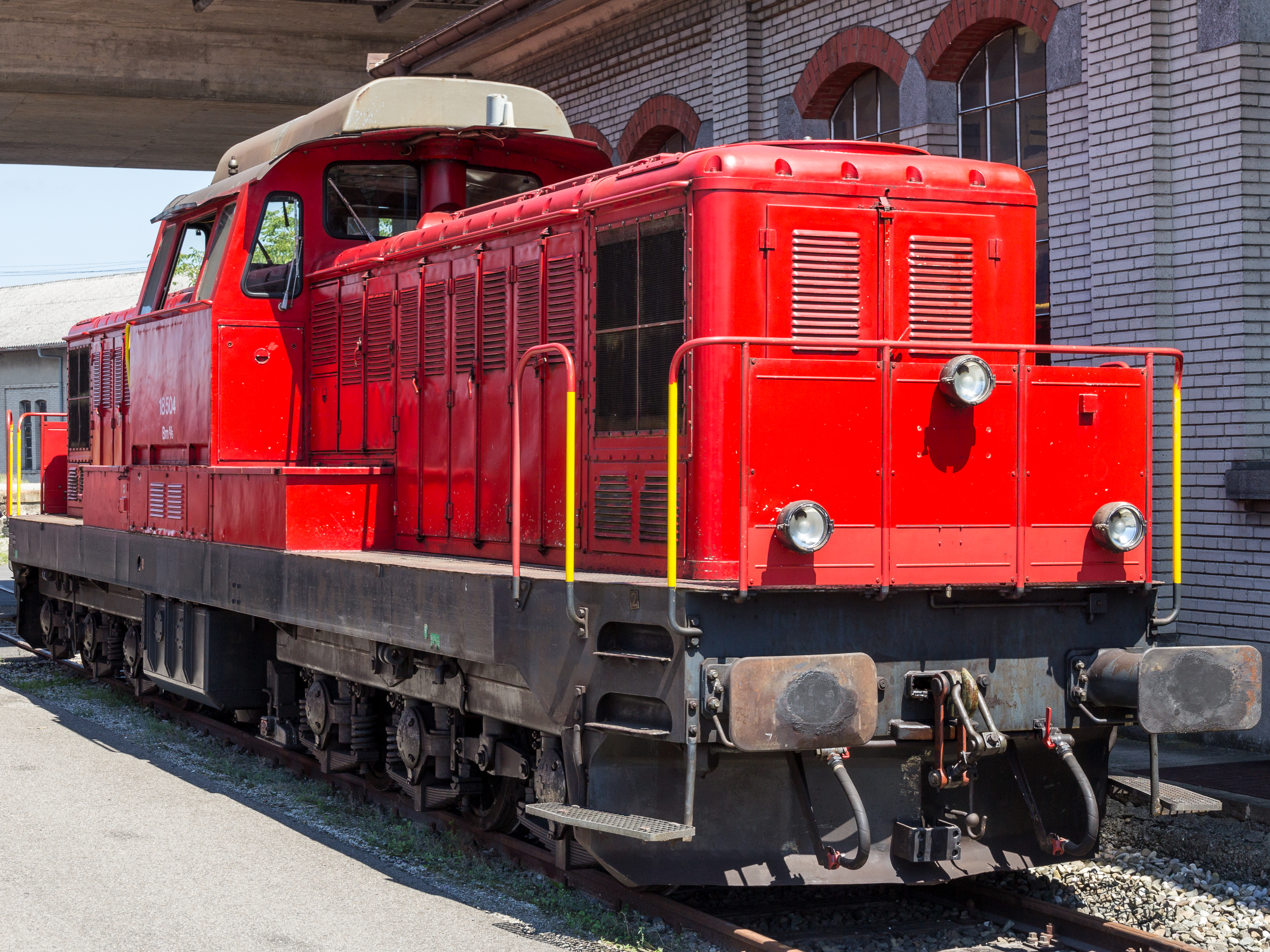
SBB Bm 6/6 Nr. 18504

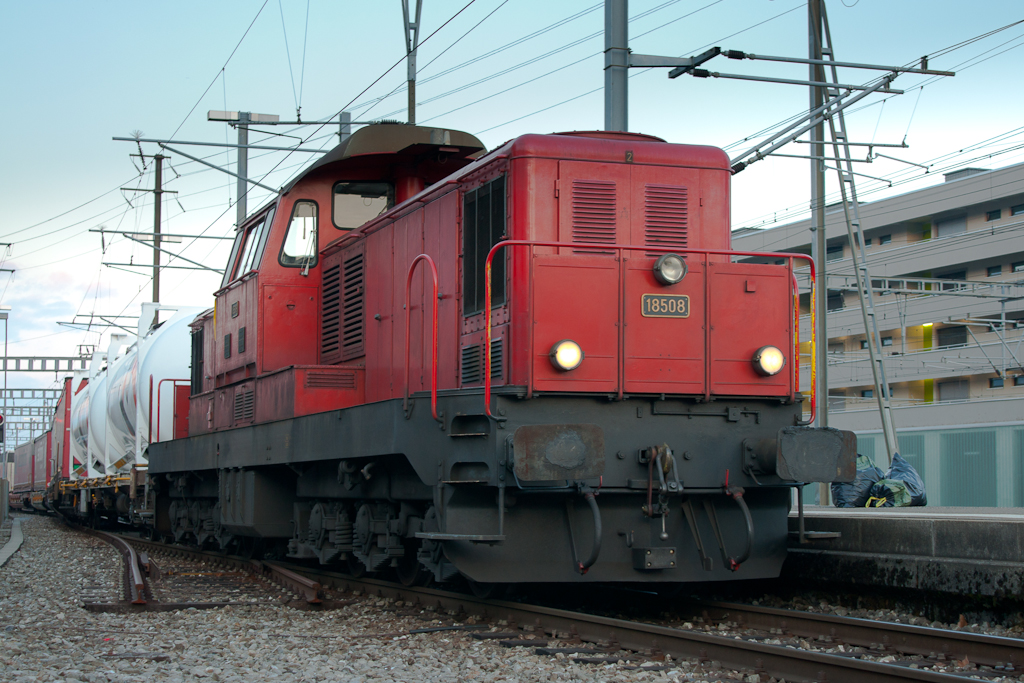
18508 am 12. März 2012 in Aarau im Einsatz

1954 wurden zunächst vier Prototypen in Dienst gestellt (Nummern 1501 bis 1504, später 18501 bis 18504). Zwei langsamlaufende Sulzer-Schiffsdieselmotoren trieben je einen Generator an und versorgten die sechs Gleichstrom-Fahrmotoren mit Energie, Turbolader brachten die Ladeluft auf Betriebsdruck. Der Kraftstofftank unter dem Führerhaus fasste 3000 Liter. Eine Zugheizeinrichtung war nicht vorhanden.
1960/61 wurden die zehn Serienloks 18505 bis 18514 ausgeliefert. Sie erhielten Abgasschalldämpfer auf dem Dach und geschlossene Geländer an den Rangiererbühnen.
Die ursprünglich oxidrot lackierten Loks wurden ab 1984 feuerrot gestrichen und erhielten das aktuelle SBB-Signet am Rahmen. Ab 1999 wurden die Loks nach und nach ausrangiert. Ende 2007 waren bei den SBB noch die Loks 18505, 18511 und 18513 vorhanden; sie wurden etwa für Lösch- und Rettungszüge verwendet. Zusammen mit der SBB Bm 4/4 wurden diese durch die modernere SBB Am 843 ersetzt.
Die Bm 6/6 18505 ging zunächst an die Stiftung SBB Historic, dann an die Oensingen-Balsthal-Bahn (OeBB), die sie 2022 zunächst für den Transport von Tübbingen einsetzte. Die OeBB fasst nach dem Ende des Transportauftrags für Tübbinge weitere Einsätze für die Lokomotive ins Auge. Sie wird regelmässig in Betrieb gesetzt, um Stillstandschäden zu vermeiden. Die 18505 war mit Stand Mitte 2024 die einzige betriebsfähige Bm 6/6.

## Erhaltene Lokomotiven
- 18505 OeBB Oensingen-Balsthal Bahn, Balsthal (betriebsfähig)
- 18508 Verein Rangierlok Schweiz, Etzwilen (Ersatzteilspender)
- 18509 ehem. Schorno Locomotive Management
- 18510 Verein Rangierlok Schweiz, Etzwilen
- 18511 Verein Rangierlok Schweiz, Etzwilen (wieder betriebsfähig seit Ende 2024)[3]

Der Verein Rangierlok Schweiz übernahm 2024 die Lokomotiven 18508, 18510 und 18511.